# 回想法
回想法（かいそうほう、reminiscence/life review）とは、アメリカの精神科医ロバート・バトラーによって創始された心理療法である。

## 概要
主に高齢者を対象とし、人生の歴史や思い出を、受容的共感的な態度で聞くことを基本的姿勢とする。個人に対して1対1で行う個人回想法とグループで行われるグループ回想法に分けることができる。
回想法は心理療法の一つとしての利用のみならず、アクティビティ、世代間交流や地域活動として利用されることが多い。また、取手市では認知症予防事業として「回想法スクール」「脳活教室」がさかんに行われている。

## 心理療法としての回想法
心理的問題を持つ高齢者に対し、その問題解決を目的としてクリニック、カウンセリングセンターなどで、主に臨床心理士や精神科医、訓練を受けたセラピストが行う。認知障害・記憶障害を持つ人に対しては回想を促す刺激（五感に働きかけ、記憶を呼び起こすもの）を用いることが多い。
なお、取手市では、認知症予防事業を総合事業として訪問回想法を応用した「レミニンカフェ事業」を実施している。

## 認知症の予防や進行抑制としての回想法
回想法は、楽しいおしゃべりを基本としているため、場所や費用を必要としない。そうしたことから、公民館や敬老館などで楽しまれているばかりか、茨城県取手市回想療法センターでは、高齢者を対象に回想法を実践している。また、介護予防のなかでも認知症予防を実践している東京都葛飾区シニア支援センターでは、回想法教室を開催して認知症の予防を実践している。

### 効果
老年期に人生を振り返り、自己の人生を再評価することで、自尊心を向上させる。
高齢期特有の抑うつ状態の緩和/
＜ＡＤＬ記憶＞
10歳～15歳の記憶にＡＤＬに関する記憶が含まれているので、10歳～15歳の記憶を失うと、ＡＤＬが維持できなくなる。ＡＤＬを維持するためにも10歳～15歳の記憶（ＡＤＬ記憶）を維持することが回想法の目的でもある。（出典：回想療法の理論と実際）日本心理学会2013年発表論文

## 領域別認知症検査
認知症の検査法として長谷川式が有名であるが、領域別差異がわからない。DCL（初期認知症チェックリスト）は、記憶領域と心的操作領域を別々に測定するために、回想法によって記憶が刺激されることによってもたらされた効果を測定できる。

### 基本的姿勢
受容的共感的姿勢での傾聴。回想法は、カウンセリングと違って、生きてきた軌跡の中でも、明るく輝いていた時代の内容を話題とする。よって「会話」がとても重要となる。回想法的インタビュアーのことを「レミニシャン」と言うが、相手の錆びた古い記憶を引き出すコミュニケーション技術が必要。また、10歳～15歳の記憶が鮮明であると、ADLが維持されている臨床状況から、その時代の記憶を刺激することが回想法の基本姿勢とされる。

## 社会教育活動としての応用
回想法については、地域回想法という観点で博物館、図書館での実践例がある。博物館では、「回想法キット」と称される生活民具等の高齢者の回想を促す素材を博物資料として団体等に貸出すサービスを実施している。また、図書館では、移動図書館による巡回サービスを高齢者施設等に行なう際に、図書の貸出のみならず、おはなし会や回想法を利用した高齢者へのアプローチを行っている事例がある。回想法を行う博物館・図書館としては、北名古屋市歴史民俗資料館や岡山県立博物館、氷見市立博物館、東近江市立能登川博物館や田原市図書館、瀬戸内市立図書館などがある。介護予防の観点から、地域ケアとして福祉施策との連携が期待される分野である。